# Ernst Conrad Sedlmayr
Ernst Conrad Sedlmayr (* 18. Mai 1868 in Siegendorf (Burgenland); † 6. Juni 1939 in Wien) war ein österreichischer Agrarökonom.

## Leben
Sedlmayr, Sohn eines Zuckerfabrikdirektors, studierte an der Hochschule für Bodenkultur in Wien und war viele Jahre in der landwirtschaftlichen Praxis tätig, zeitweise als Güterdirektor in Ungarn. Von 1907 bis 1936 wirkte er als Professor für landwirtschaftliche Betriebslehre an der Hochschule für Bodenkultur in Wien. Er galt als einer der besten Kenner der landwirtschaftlichen Verhältnisse in Österreich-Ungarn.

## Auszeichnungen
- 1917 wurde er zum Hofrat ernannt.
- 1929 erhielt er die Ehrendoktorwürde der Landwirtschaftlichen Hochschule Berlin.

## Schriften
- Die landwirtschaftliche Betriebsstatistik. Anleitung zur Einrichtung der Wirtschaftsstatistik landwirtschaftlicher Betriebe. Berlin 1925.
- Fruchtfolgen und die Aufstellung des Fruchtfolgeplanes. Ein Beitrag zur Organisation des Feldbetriebes. Berlin 1927.
- Zuckerrübenbau. Wien 1928.
- Betriebserfolg und Jahresschlußrechnung in der Landwirtschaft. Berlin 1930.
- Die bäuerliche Landgutswirtschaft. Berlin 1930.